# Hermelingerode
Hermelingerode ist eine Wüstung im Landkreis Göttingen. Die genaue Lage ist unsicher, sie wird etwa 2 km nördlich von Herzberg am Harz im Hägerfeld, unweit der Wüstung Hage vermutet. Hermelingerode wurde erstmals im Jahre 1221 und letztmals im Jahre 1337 urkundlich erwähnt.